# أكبر كرة من الخيوط

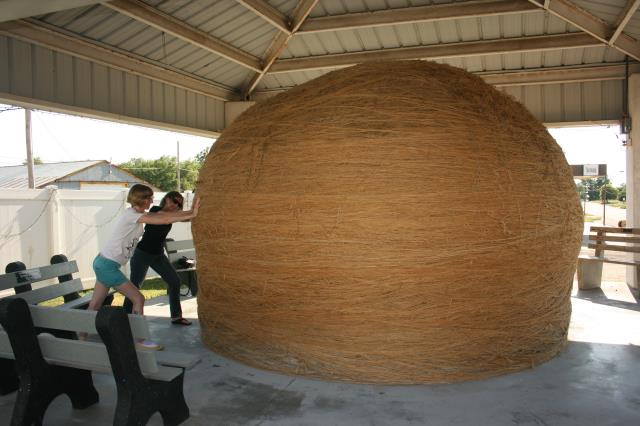
أكبر كرة خيط ملفوفة على مستوى المجتمع، تقع في كاوكر سيتي، كانساس (2013)

هناك العديد من المطالبات بسجل أكبر كرة خيوط في العالم، كلها داخل الولايات المتحدة. اعتبارًا من 2014 ، كرة الخيط ذات المحيط الأكبر تقع في كاوكر سيتي، كانساس ، ويبلغ قياسها 8.06 قدم (2.46 م) في القطر و 10.83 قدم (3.30 م) في الارتفاع.  [ يحتاج إلى تحديث ]

## أكبر كرة من خيوط السيزال تم بناؤها من قبل مجتمع محلي
في مدينة كاوكر بولاية كانساس ، ابتكر فرانك ستويبر كرة تحتوي على 1.6 مليون قدم (490.000 متر) من الخيوط ووصل 11-قدم-diameter (3.4 م) عندما توفي سنة 1974م. قامت مدينة كاوكر ببناء شرفة مفتوحة فوق كرة ستويبر حيث يتم عقد "ماراثون الخيوط" كل شهر أغسطس وإضافة المزيد من الخيوط إلى الكرة. بحلول عام 2006، وصل وزن كرة الخيوط إلى 17886 رطلاً (8111 كجم، 8.9 طن أمريكي)، ومحيطها 40 قدم (12 م) ويبلغ طوله 7,801,766 قدم (2,377.978 كـم؛ 1,477.6072 ميل) .   في عام 2013، قُدِّر وزنه بـ19,973 رطلاً. اعتبارًا من أغسطس 2014، بلغ طول الكرة 41.42 قدم (12.62 م) في المحيط، 8.06 قدم (2.46 م) في القطر، و 10.83 قدم (3.30 م) في الارتفاع وكان لا يزال ينمو.  

## أكبر كرة من خيوط السيزال صنعها شخص واحد

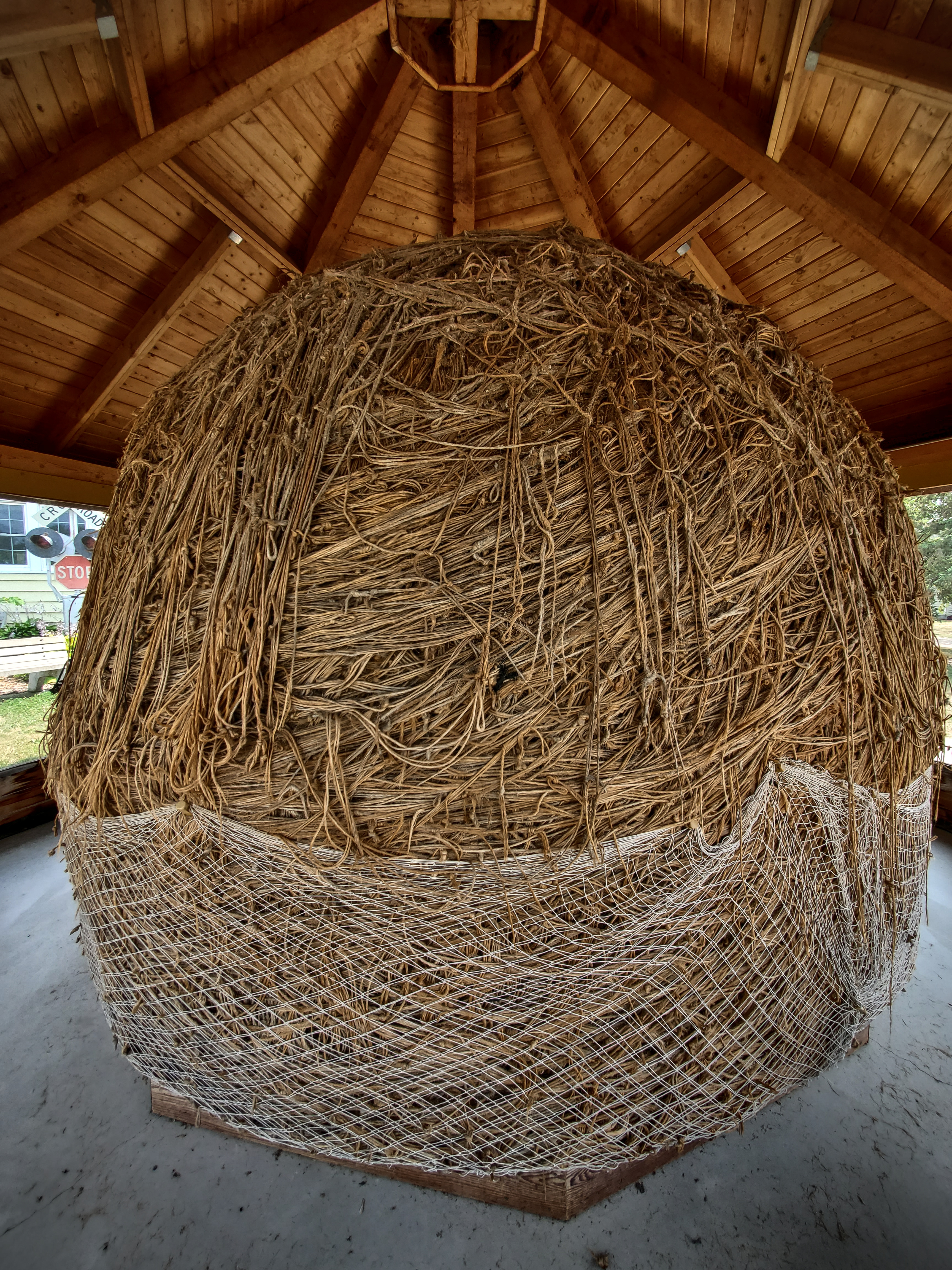
كرة الخيط في داروين، مينيسوتا (2021)

داروين، مينيسوتا ، هي موطن كرة من خيوط المكبس التي لفها فرانسيس أ. جونسون. يبلغ ارتفاعه 12 قدم (3.7 م)يبلغ قطرها 17400 وتزن 17,400 رطل (7,900 كـغ؛ 8.7 طن صغير) ). . بدأ جونسون في لف الخيوط في مارس 1950، وقام بلفها لمدة أربع ساعات يوميًا لمدة 29 عامًا. يقع حاليًا في شرفة مغلقة مقابل حديقة المدينة على الشارع الرئيسي في (

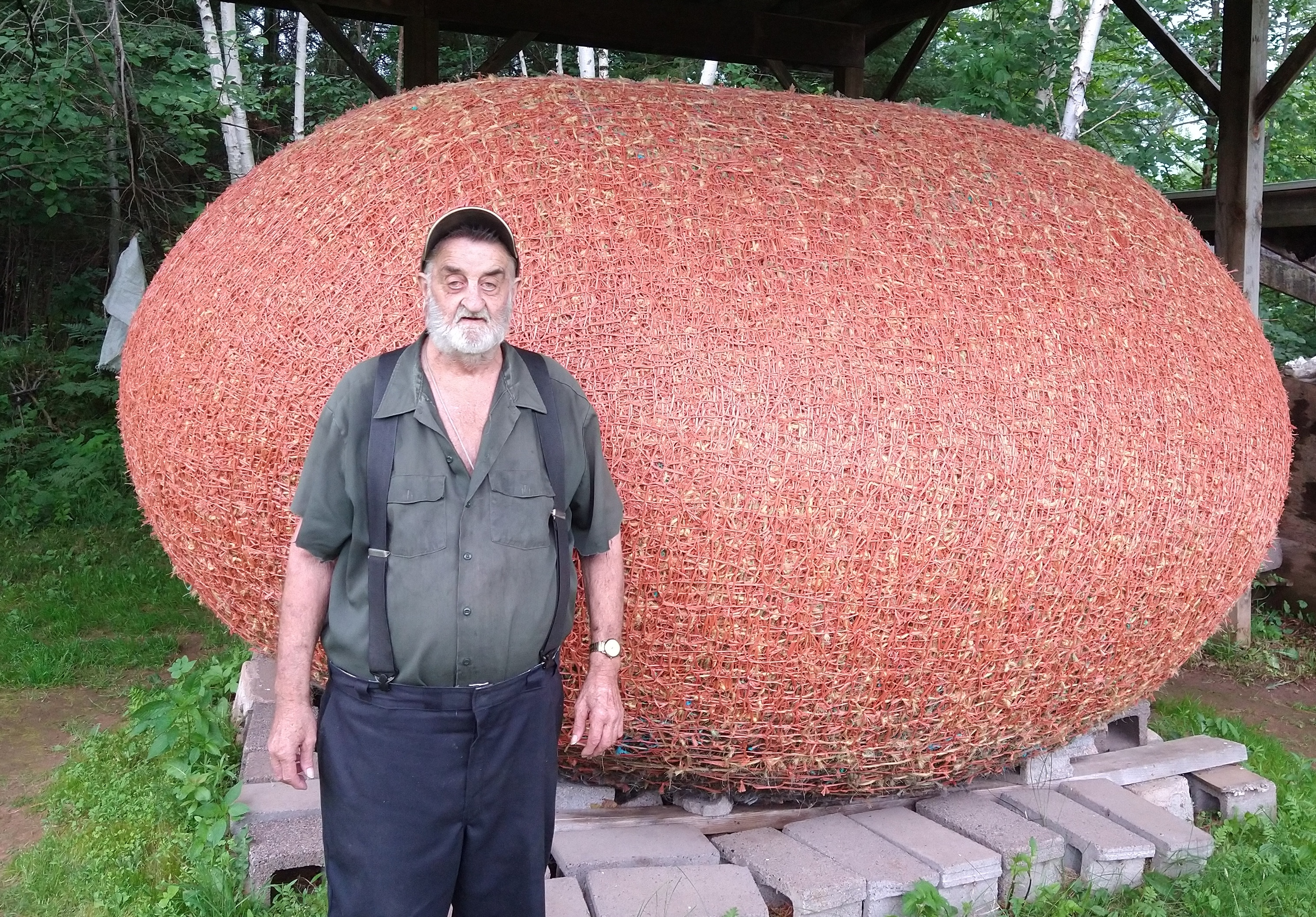
كرة خيوط في بحيرة نيباجامون، ويسكونسن (2022) مع المبدع جيمس فرانك كوتيرا

في بحيرة نيباغامون، ويسكونسن، قام جيمس فرانك كوتيرا بصنع أثقل كرة خيوط على الإطلاق. بدأ كوتيرا، المعروف بأحرف اسمه الأولى "JFK"، العمل على الكرة في عام 1979 واستمر حتى وفاته في يناير 2023. بلغ وزن الكرة 24,160 رطلاً (10,960 كجم)، وتم تقديره من خلال قياس وزن كل كيس من الخيوط. خلال حياة كوتيرا، كانت الكرة موضوعة في حظيرة مفتوحة في فناء منزله؛ وبعد وفاته، نظم أحد جيرانه السابقين حملة لجمع التبرعات لنقلها، وفي عام 2024 تم نقلها إلى منصة خرسانية بالقرب من قاعة بلدية هايلاند، حيث قام المتطوعون ببناء مأوى لحمايتها. كما صنع كوتيرا كرة أصغر مرافقه لها، أطلق عليها اسم "جونيور"، وكانت مصنوعة من الخيط.

## أكبر كرة من خيوط النايلون

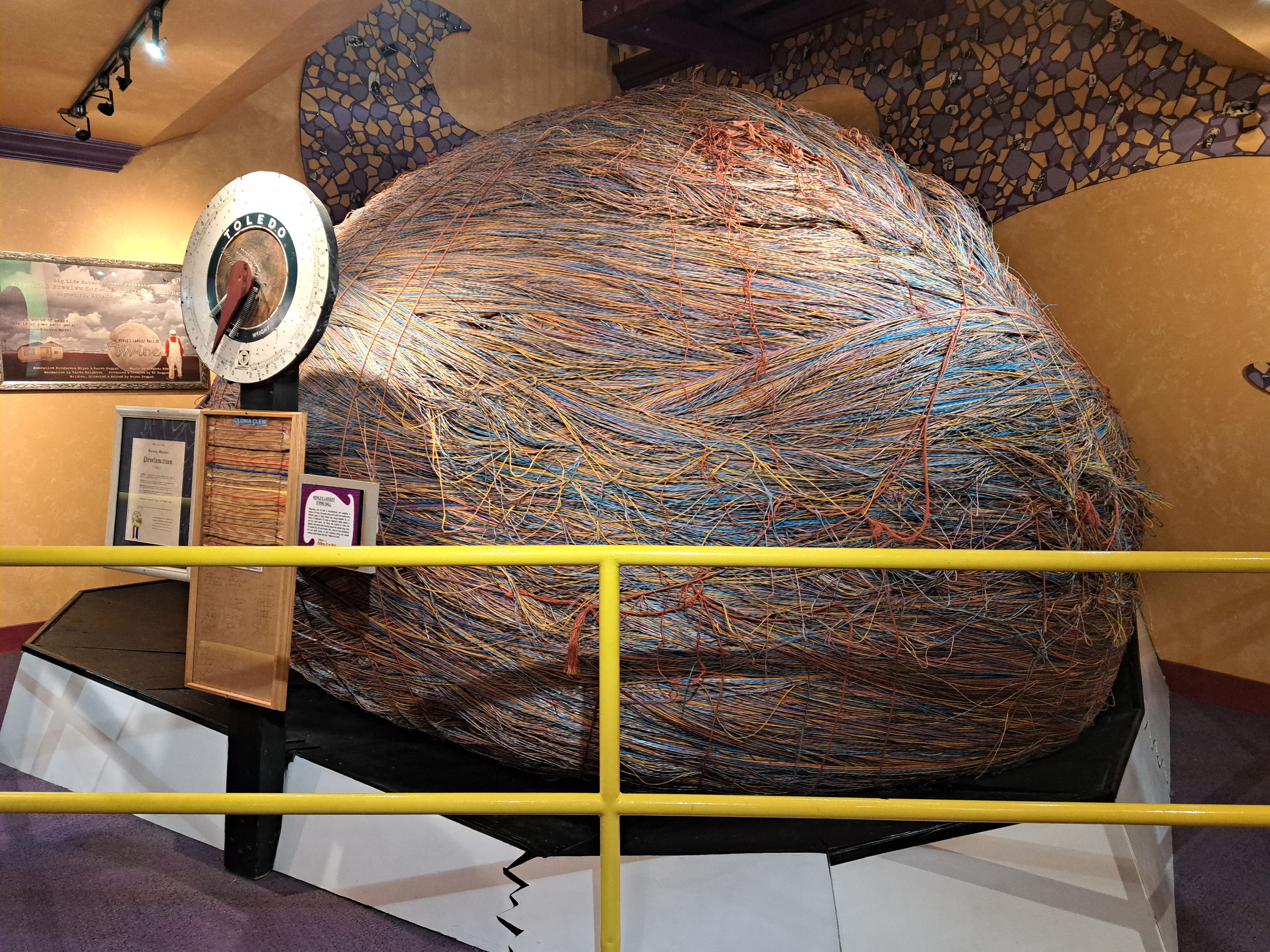
كرة خيوط النايلون في برانسون، ميسوري (2024)

في برانسون بولاية ميسوري ، يتم عرض كرة من خيوط النايلون التي بناها جيه سي باين من فالي فيو بولاية تكساس، في متحف ريبلي صدق أو لا تصدق! متحف. تم اعتماد الكرة، التي يبلغ محيطها 41.5 قدمًا (12.6 مترًا)، كأكبر كرة من الخيوط في العالم من قبل موسوعة غينيس للأرقام القياسية في عام 1993. ومع ذلك، فهو الأخف وزنًا بين المنافسين الأربعة، حيث يزن 12000 رطل.   
- في فيلم National Lampoon's Vacation لعام 1983، يقول كلارك جريسوولد لعائلته: "أو ربما لا تريدون رؤية ثاني أكبر كرة من الخيوط على وجه الأرض".
- ومن أبرز أغاني "ويرد آل" يانكوفيتش الأصلية أغنية "أكبر كرة خيوط في مينيسوتا"، من ألبومه UHF الصادر عام 1989، على الرغم من أن يانكوفيتش يأخذ ترخيصًا فنيًا بالإحصائيات. في عام 2019، أعادت المدينة تسمية الشارع المؤدي إلى الحفلة بـ "الزقاق الغريب" تكريمًا ليانكوفيتش.
  - أصبحت البطاقات البريدية التي تحمل عبارة "تحيات من الكرة الخيطية، أتمنى لو كنت هنا"، وهي من اختراع يانكوفيتش، الآن من عوامل الجذب في داروين. كان فندق Twineball عبارة عن مطعم (وليس فندقًا) وقد تم إغلاقه منذ ذلك الحين.
  - يشير يانكوفيتش إلى الكرة نفسها، وبالتالي إلى عمله السابق، في الفيديو الخاص بأغنية " White &amp; Nerdy "، حيث تظهر على الشاشة بطاقة Trivial Pursuit والتي تتضمن السؤال "في أي مدينة توجد أكبر كرة من الخيوط التي بناها رجل واحد؟".
- في إحدى حلقات مسلسل جارفيلد والأصدقاء ، يأخذ جون أرباكل حيواناته الأليفة لرؤية كرة عملاقة من خيط تنظيف الأسنان، ثم كرة عملاقة من أغلفة العلكة. [9]
- كانت كرة الخيوط في مدينة كاوكر بولاية كانساس موضوعًا للقصص المصورة Doonesbury في 16 يوليو 2012. [10]